# Der Weg nach Westen
Der Weg nach Westen (Originaltitel: The Way West) ist ein Western aus dem Jahr 1967. Der unter der Regie von Andrew V. McLaglen entstandene Film basiert auf dem (im Original) gleichnamigen Roman von A. B. Guthrie Junior, für den er 1959 mit dem Pulitzer-Preis ausgezeichnet wurde. Es ist der einzige Film, in dem Kirk Douglas, Richard Widmark und Robert Mitchum gemeinsam aufgetreten sind. Ihre erste Nebenrolle hatte darin auch die spätere zweifache Oscar-Gewinnerin Sally Field. Für die Landschaftsaufnahmen war Kameramann William H. Clothier verantwortlich.

## Handlung
Der ehemalige Senator William Tadlock ist Initiator, Geldgeber und Leiter eines Siedler-Trecks, der von Missouri aus nach Oregon starten soll. Als Führer heuert Tadlock den erfahrenen Treckführer Dick Summers an. Der lehnt zunächst ab, weil er sich nach dem Tod seiner Frau zur Ruhe gesetzt hat und seine Sehkraft immer mehr nachlässt. Doch letztlich führt er den aufbrechenden Treck doch an.
Tadlocks Leitungsstil ist durch unbarmherzige Härte gekennzeichnet. Er sieht Durchsetzungsvermögen als Stärke und jeden Kompromiss als Schwäche an. So zwingt er die Reisenden zu äußersten Strapazen und auch untereinander zu Rücksichtslosigkeiten, teils mit erlogenen Begründungen. Bei einer von Tadlock erzwungenen Flussüberquerung kommt der erste der Siedler ums Leben. Tadlock kürzt die Beerdigungszeremonie mit der Bemerkung ab, man habe schon zu viel Zeit verloren.
Durch eine Unachtsamkeit eines jungen Siedlers gerät der Treck mit einer Gruppe der Sioux aneinander, doch eine erste Begegnung geht friedlich aus, nachdem die Indianer sich mit Whiskey haben bezahlen lassen. Am selben Abend wird allerdings ein junger Sioux, ein Sohn des obersten Stammesführers, vom Siedler Johnnie Mack versehentlich erschossen. Tadlock richtet den Schuldigen, der sich freiwillig gemeldet hat, demonstrativ durch den Strang hin, um die Indianer zufriedenzustellen. Später erzwingt Tadlock, um Zeit zu sparen, einen strapaziösen Marsch durch eine wasserlose Wüste, auf dem schließlich sein eigener Sohn bei einem Unfall mit seinem kleinen Wagen ums Leben kommt.
Bei einer Auseinandersetzung zwischen Tadlock und dem Siedler Lije Evans, der Tadlocks Anordnungen nicht mehr nachkommen will, kommt es zu einer „Meuterei“ der Siedler gegen Tadlock, nachdem dieser versucht hat, Evans, der ihn zusammengeschlagen hat, hinterrücks zu erschießen. Evans verhindert, dass die anderen Siedler Tadlock aufknüpfen, und führt den Treck dann selbst weiter.
Als sie vor einem steilen Canyon stehen und ein erster Versuch, einen Wagen mit einem Mann am Seil in die Schlucht abzulassen, mit einem tödlichen Absturz endet, bietet Tadlock wieder seine Führerschaft an, die Evans ihm freiwillig überlässt. Nun erreicht der ganze Treck sicher den Boden der Schlucht, doch Tadlock, der sich zuletzt abseilt, wird von Johnnie Macks Frau zum Absturz gebracht, die offenbar den Verstand verloren hat und nach der Tat davonrennt.
Auf Flößen erreichen die Siedler und ihre Wagen ihr Ziel.

## Synchronisation
Die deutsche Fassung wurde bei der Ultra Film Synchron GmbH Berlin erstellt.
| Darsteller        | Rolle                 | Synchronsprecher      |
| ----------------- | --------------------- | --------------------- |
| Kirk Douglas      | Wiliam J. Tadlock     | Arnold Marquis        |
| Robert Mitchum    | Dick Summers          | Curt Ackermann        |
| Richard Widmark   | Lije Evans            | Gert Günther Hoffmann |
| Sally Field       | Mercy McBee           | Almut Eggert          |
| Michael McGreevey | Brownie McEvans       | Wolfgang Condrus      |
| Clark Gordon      | Cale Greenwood        | Hans Wilhelm          |
| Nick Cravat       | Calvelli              | Walter Bluhm          |
| Patrick Knowles   | Colonel Grant         | Paul Wagner           |
| William Lundigan  | Mr Moynihan           | Manfred Grote         |
| Harry Carey jr.   | Mr. McBee             | Eduard Wandrey        |
| Jack Elam         | Prediger Weatherby    | Martin Hirthe         |
| Lola Albright     | Rebecca 'Becky' Evans | Christine Gerlach     |
| Roy Glenn         | Saunders              | Hans-Walter Clasen    |
| n.n               | Cowboy vom Viehtrack  | Manfred Meurer        |

## Kritik
Der Film wurde überwiegend positiv aufgenommen. Filmkritiker Roger Ebert urteilte, es sei „zumindest ein gut gemachter und professioneller Hollywoodwestern“, der „schön fotografiert“ sei. Er fand auch, dass Richard Widmark und Robert Mitchum ihre ungewohnten Rollen hervorragend meisterten und Kirk Douglas gute Arbeit abliefere. Der Film funktioniere aber nicht so recht als Drama, auch weil Harold Hecht und Andrew McLaglen die vielversprechenden Ansätze unter einer Menge von Westernklischees vergraben hätten.
Das Lexikon des internationalen Films meint, der Western sei trotz prominenter Besetzung nur durchschnittlich gespielt und enttäuschend inszeniert.
Einwände hat auch der Evangelische Filmbeobachter: „Die naive und humorgetönte Schilderung wird dem monumentalen Thema nur selten gerecht, zumal das Drehbuch Logik, dramatische Intensität und psychologische Feinarbeit vermissen läßt. Da auch die angestrebte Authentizität nur Äußerlichkeiten berührt, bleibt es bei einem romantisch-beschaulichen Filmbilderbogen, den man ab 15 Jahren gleichwohl gerne ansehen mag.“ (Kritik Nr. 463/1967)